# Ħ
La letra Ħ  (en minúscula ħ) forma parte de la variante maltesa del alfabeto latino y es una consonante. Su nombre en maltés es ħe. Su configuración es un grafema de figura entera en forma de h con una barra transversal en la parte medio superior.
Se pronuncia como una fricativa faríngea sorda /ħ/ que puede recordar a la J española (fricativa velar sorda) pero pronunciada más abajo en la faringe. 

## Uso
En el idioma maltés y en el alfabeto fonético internacional la ħ se emplea para representar a una consonante fricativa faríngea sorda. Está presente en palabras que en árabe se escriben con ḥāʾ (ح, por ejemplo aħmar, «rojo», del árabe أحمر) o con ḫāʾ (خ, p.ej. aħbar, «noticia», de أخبار). Por otro lado, la H simple del maltés es muda y proviene de palabras que contenían hāʾ (ه).
En el idioma maltés la letra ħ también se usa para conformar el dígrafo Għ / għ.
En su forma minúscula, ħ es similar a la letra cirílica ћ del idioma serbio y también al símbolo para la constante reducida de Planck ℏ.

### Pronunciación
En el maltés moderno se pronuncia como una consonante velar fricativa cuando va sola: 

## Informática
El código Unicode es U+0126 para Ħ y U+0127 para ħ.
El código en teclado tradicional para computador es Alt + 294 para Ħ y Alt + 295 para ħ.
| Carácter      | Ħ                                  | Ħ                                  | ħ                                | ħ                                |
| ------------- | ---------------------------------- | ---------------------------------- | -------------------------------- | -------------------------------- |
| Unicode       | LATIN CAPITAL LETTER H WITH STROKE | LATIN CAPITAL LETTER H WITH STROKE | LATIN SMALL LETTER H WITH STROKE | LATIN SMALL LETTER H WITH STROKE |
| Codificación  | decimal                            | hex                                | decimal                          | hex                              |
| Unicode       | 294                                | U+0126                             | 295                              | U+0127                           |
| UTF-8         | 196 166                            | C4 A6                              | 196 167                          | C4 A7                            |
| Ref. numérica | &#294;                             | &#x126;                            | &#295;                           | &#x127;                          |

## Posición en el alfabeto maltés
| Alfabeto maltés | Alfabeto maltés | Alfabeto maltés | Alfabeto maltés | Alfabeto maltés | Alfabeto maltés | Alfabeto maltés | Alfabeto maltés | Alfabeto maltés | Alfabeto maltés | Alfabeto maltés | Alfabeto maltés | Alfabeto maltés | Alfabeto maltés | Alfabeto maltés | Alfabeto maltés | Alfabeto maltés | Alfabeto maltés | Alfabeto maltés | Alfabeto maltés | Alfabeto maltés | Alfabeto maltés | Alfabeto maltés | Alfabeto maltés | Alfabeto maltés | Alfabeto maltés | Alfabeto maltés | Alfabeto maltés | Alfabeto maltés | Alfabeto maltés |
| --------------- | --------------- | --------------- | --------------- | --------------- | --------------- | --------------- | --------------- | --------------- | --------------- | --------------- | --------------- | --------------- | --------------- | --------------- | --------------- | --------------- | --------------- | --------------- | --------------- | --------------- | --------------- | --------------- | --------------- | --------------- | --------------- | --------------- | --------------- | --------------- | --------------- |
| A               | B               | Ċ               | D               | E               | F               | Ġ               | G               | GĦ              | H               | Ħ               | I               | IE              | J               | K               | L               | M               | N               | O               | P               | Q               | R               | S               | T               | U               | V               | W               | X               | Ż               | Z               |